# Hipoteza rynku efektywnego
Hipoteza rynku efektywnego (ang. efficient market hypothesis) – hipoteza, zgodnie z którą ceny aktywów finansowych odzwierciedlają wszystkie informacje dostępne na ich temat.
Po raz pierwszy hipotezę rynku efektywnego rozważał w 1900 roku w swojej pracy doktorskiej zatytułowanej Théorie de la Spéculation francuski matematyk, Louis Bachelier. Jego praca pozostała jednak w dużej mierze zignorowana przez współczesne mu środowiska naukowe. Rozwój współczesnej hipotezy rynku efektywnego miał miejsce począwszy od lat 60. XX wieku.

## Definicje hipotez rynku efektywnego
Formalne definicje hipotezy rynku efektywnego zostały sformułowane w roku 1970 przez Eugene E. Fama z Uniwersytetu Chicagowskiego i przyjęły się w późniejszej literaturze przedmiotu. Fama rozważał trzy różne wersje hipotezy rynku efektywnego: słabą, półsilną i silną.
Słaba hipoteza rynku efektywnego zakłada, że obecne ceny papierów wartościowych odzwierciedlają wszystkie historyczne informacje oraz dane cenowe. Oznacza to, że przyszłych zmian cen nie można w żaden sposób przewidzieć na podstawie przeszłych cen i innych wskaźników takich jak wysokość obrotów. Gdyby ta hipoteza była prawdziwa, wówczas zastosowanie analizy technicznej jako narzędzia do podejmowania decyzji o zakupie czy sprzedaży papierów wartościowych nie mogłoby przynieść ponadprzeciętnych zysków.
Półsilna hipoteza rynku efektywnego zakłada, że obecne ceny papierów wartościowych odzwierciedlają wszystkie publicznie dostępne informacje, włączając w to dane historyczne, raporty finansowe, prognozy ekonomiczne, itp. Gdyby ta hipoteza była prawdziwa, wówczas zastosowanie zarówno analizy technicznej jak i analizy fundamentalnej do podejmowania decyzji inwestycyjnych nie mogłoby przynieść ponadprzeciętnych zysków.
Wreszcie silna hipoteza rynku efektywnego zakłada, że obecne ceny papierów wartościowych odzwierciedlają wszystkie dostępne informacje, zarówno publiczne, jak i niepubliczne. Gdyby ta hipoteza była prawdziwa, wówczas ani analiza techniczna, ani fundamentalna, ani nawet insider trading nie mógłby przynieść ponadprzeciętnych zysków.
W opublikowanym w 1980 roku artykule zatytułowanym On the Impossibility of Informationally Efficient Markets Sanford Grossman i Joseph E. Stiglitz argumentowali, że wysoki poziom efektywności rynku jest wewnętrznie sprzeczny. Zauważyli oni mianowicie, że w sytuacji braku możliwości uzyskania ponadprzeciętnych zysków potencjalni inwestorzy nie mieliby motywacji do podjęcia analizy papierów wartościowych koniecznej do ich efektywnej wyceny. Innymi słowy zauważyli oni, że koszt analizy papierów wartościowych jest istotnym elementem ograniczającym efektywność rynków finansowych. Wnioskiem z tego rozumowania, jest to, że rynki charakteryzujące się wysokimi kosztami analizy mają niższy poziom efektywności, zaś te o niskich kosztach analizy powinny być bardziej efektywne.
Większość prac empirycznych przeprowadzonych w latach 70. XX wieku w Stanach Zjednoczonych, gdzie rynek charakteryzuje się łatwością w dostępie do raportów spółek oraz stosunkowo niskimi kosztami transakcyjnymi, przemawiało za efektywnością rynków finansowych przynajmniej w półsilnej postaci. Jednak na początku lat 80. udokumentowano kilka anomalii, takich jak efekt stycznia, które wydawały się zaprzeczać efektywności rynków finansowych. 
W celu wyjaśnienia przyczyn możliwego braku efektywności rynków finansowych powstała nowa dziedzina finansów znana jako finanse behawioralne. Stara się ona wyjaśnić brak efektywności rynków korzystając z faktu, że ludzie popełniają systematyczne błędy przy prognozowaniu przyszłości, co udowodniono między innymi na gruncie nauk psychologicznych.

## Warunki efektywności rynku
Aby rynek można było określić jako efektywny musi spełniać następujące założenia teoretyczne:
- działa na nim nieskończona liczba uczestników; każdy z nich niezależnie od innych wycenia wartość akcji dążąc do maksymalizacji zysku przynoszonego przez te akcje
- działanie pojedynczego inwestora nie jest w stanie zmienić cen akcji
- komunikaty mogące wpływać na wartość firm są generowane w sposób nieskorelowany
- informacje docierają natychmiast do wszystkich uczestników rynku
- informacja jest bezpłatna
- koszty transakcji nie istnieją
- wszyscy inwestorzy od razu używają otrzymanych informacji
- każdy z inwestorów ma takie samo zdanie co do kierunku wpływu informacji na cenę waloru oraz taką samą oczekiwaną stopę zwrotu.
- horyzonty inwestycyjne wszystkich graczy są jednakowe
- inwestorzy na podstawie informacji podejmują racjonalne decyzje

## Ceny na rynku efektywnym
Na rynku efektywnym ceny zachowują się według reguł:
- ceny akcji w każdej chwili idealnie oddają ich wartości
- ceny akcji natychmiast zmieniają się na podstawie nowych informacji, a następnie pozostają stałe aż do pojawienia się nowego komunikatu
- długotrwałe osiąganie zysków większych od przeciętnych nie jest możliwe
- zmiany cen na kolejnych sesjach są od siebie niezależne